# Trimma gigantum
Trimma gigantum es una especie de peces de la familia de los Gobiidae en el orden de los Perciformes.

## Morfología
Los machos pueden llegar a alcanzar los 3 cm de longitud total y
y las  hembras 2.77.

## Hábitat
Es un pez de  Mar  de clima tropical y asociado a los  arrecifes de coral que vive entre 57-73 m de profundidad.

## Distribución geográfica
Se encuentra en la República de Palau.

## Observaciones
Es inofensivo para los humanos.